# Сумбава (район)
Сумба́ва (індонез. Sumbawa) — один з 24 районів округу Сумбава провінції Західна Південно-Східна Нуса у складі Індонезії. Розташований у північно-західній частині. Адміністративний центр — селище Секетенг.
Населення — 57318 осіб (2012; 56337 в 2010).

## Адміністративний поділ
До складу району входять 8 селищ:
| Населений пункт     | Населення, осіб (2010) |
| ------------------- | ---------------------- |
| Бранг-Бара, селище  | 6436                   |
| Бранг-Біджі, селище | 11521                  |
| Бугіс, селище       | 7101                   |
| Лемпех, селище      | 5036                   |
| Пекат, селище       | 5221                   |
| Самапуїн, селище    | 3917                   |
| Секетенг, селище    | 10692                  |
| Ума-Сіма, селище    | 6413                   |